# Угода Ахмет-Паші
Угода Ахмет-Паші (перс. عهدنامه احمد پاشا, тур. Ahmet Paşa Antlaşması) — договір між Османською імперією та Сефевідським Іраном, підписаний 10 січня 1732 року.

## Передумови
Серавський мир та Зухабська угода поклали край ворожнечі Сефевідів та Османів у 17 столітті. Однак, під час короткого періоду правління афганської династії Хотакі в Ірані спалахнув хаос, який спричинив сутички на фронтах. Особливо запеклим протистояння було на Кавказі. Тим часом, Петро I почав окуповувати іранські території на Північному та Південному Кавказі. Його завоювання були згодом закріплені Санкт-Петербурзьким мирним договором у 1723 році. Занепокоєні посиленням Росії на Кавказі, Османи вирішили зайняти Тбілісі, для того аби спинити наступ росіян, однак захоплення міста вилилося у довготривалу Османо-Сефевідську війну.

## Війна
Поміж 1723 та 1730 Османи, на додаток до Тбілісі, захопили Єреван та Гянджу, чим забезпечили собі контроль над Південним Кавказом. На Південному напрямку(Західний Іран), були захоплені: Тебріз, Урмія, Хорремабад, Керманшах та Хамедан. У 1724 році, між росіянами та турками була підписана Константинопольска угода, у якій закріплювалося розділення вищезгаданих іранських територій між двома імперіями. Але після приходу до влади Тахмаспа II наступ османської армії був переваний. Стомлені від війни сторони вирішили закінчити конфлікт. Ахмет-паша з турецької сторони та Мехмет Реза-Кулу з перської підписали мирний договір.

## Положення
Положення угоди були наступними:
1. За Османами зберігались кавказькі території, здобуті під час війни.[4]
2. Османська імперія повертала території у Західному Ірані, окрім міст Керманшах та Хамадан, Сефевідському Ірану.[5][6]
3. Відтепер кордон пролягав уздовж річки Аракс

## Наслідки
Підписання договору означало скоріше перемир'я, аніж довготривалий мир, оскільки ані Султан Махмуд I, ані тоді ще головнокомандувач перськими військами Надер Шах не змогли змиритись з втратами територій. Згодом, за правління Надер-Шаха, Афшаридський Іран зміг повернути втрачені території.